# Rúgbrauð
Le rúgbrauð est un pain islandais à base de farine de seigle de couleur sombre, dense, sans croûte et à la saveur douce presque sucrée. Traditionnellement, il est cuit à la vapeur par la chaleur du sol, placé dans un pot ou un récipient en bois enterré pendant plusieurs heures près d'une source chaude ; il est aussi produit de manière industrielle selon des procédés plus conventionnels.
Il est servi avec du beurre et accompagne le pâté de mouton, le hangikjöt (agneau fumé) et le hareng.
Il se conserve longtemps mais une fois sec, il peut être mixé et mélangé à du babeurre pour donner une sorte de porridge.
Le seigle servant à la confection du pain était à l'origine importé du Danemark lorsque l'Islande était une possession danoise.
Une consommation excessive pouvant entraîner des flatulences, il est surnommé þrumari, ce qui peut être traduit par « pain tonnerre ».

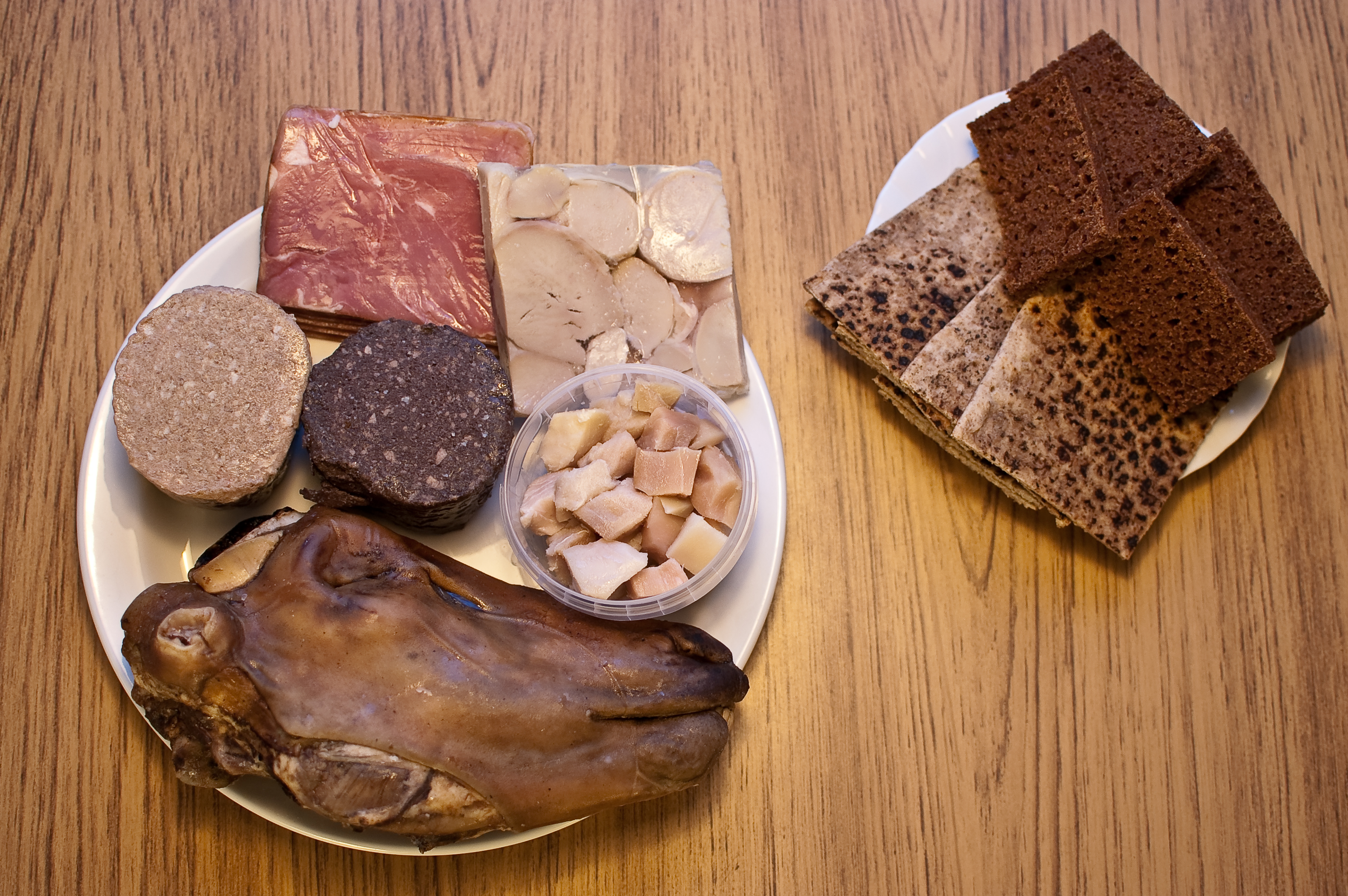
Du rúgbrauð (tranches sombres dans l'assiette de droite) au sein d'un þorramatur.